# آيت حمو (إنجعافن)
آيت حمو هو دُوَّار يقع بجماعة إيموزار، عمالة أكادير إدا وتنان، جهة سوس ماسة في المملكة المغربية. ينتمي الدوّار لمشيخة إنجعافن التي تضم 7 دواوير. يقدر عدد سكانه بـ 105 نسمة حسب الإحصاء الرسمي للسكان والسكنى لسنة 2004.

## وصلات خارجية
- البوابة الوطنية للجماعات الترابية
- المندوبية السامية للتخطيط